# Населення Торонто
Населення Торонто є досить культурно різноманітним. За даними перепису населення 2006 р. 47 % жителів Торонто народились за межами Канади. 9,6 % від всієї кількості іммігрантів складають вихідці з Індії, 8,2 % — з Китаю, по 5,6 % — з Італії та Філіппін, 1,3 % — з Росії, 1,2 % — з України.
Часто Торонто називають містом з найбільшою різноманітністю культур, оскільки близько половини жителів іммігрували з інших країн.
І зараз Торонто — найпопулярніший центр, що приваблює іммігрантів у Канаді. Характерною рисою міста є традиція підтримки національних культур та звичаїв іммігруючих груп населення. Таким чином, на відміну від багатьох інших міст з великою кількістю іммігрантів, культурна асиміляція проявляється не дуже яскраво. Разом з тим, це один з найбезпечніших мегаполісів Американського континенту, де всі нації та культури уживаються без конфліктів.

## Мови
У той час як англійська мова є основною мовою населення, Статистика Канади свідчить, що наявні й інші мовні групи:
- Індо-іранські мови (554,855 носіїв, рідною мовою більшості з яких є Панджабі, Урду або Перська)
- Романські мови (531,270 носіїв; у тому числі французька, державна мова Канади)
- Китайські мови (455,200 носіїв)
- Слов'янські мови (268,905 носіїв)